# Fira 1-MNAC
Fira 1-MNAC – planowana stacja metra w Barcelonie, na linii 2, w Barcelonie.